# Francisco Zuela
José Luis Francisco Zuela dos Santos (ur. 3 sierpnia 1983 w Luandzie) – angolski piłkarz grający na pozycji obrońcy, reprezentant Angoli. Posiada także obywatelstwo portugalskie.

## Kariera klubowa
Zuela pochodzi z Angoli, ale w młodym wieku wyemigrował do Portugalii. Tam też rozpoczął karierę piłkarską w klubie União Leiria. Był zawodnikiem młodzieżowej drużyny, a w 2002 roku odszedł do trzecioligowego Sertanense FC. W 2003 roku przeszedł do Académiki Coimbra. 7 grudnia 2003 roku zadebiutował w niej w przegranym 1:2 wyjazdowym meczu Primeira Liga z FC Alverca. Oprócz debiutu nie rozegrał więcej meczów ligowych i w 2004 roku odszedł do drugoligowego klubu CD Santa Clara, w którym spędził rok.
Latem 2005 roku Zuela został piłkarzem greckiego APO Akratitos. W lidze greckiej zadebiutował 28 sierpnia 2005 w meczu z Iraklisem Saloniki (3:1). W trakcie sezonu odszedł z Akratitosu, który wiosną 2006 spadł z ligi. Angolańczyk trafił do Skody Ksanti, a 5 lutego 2007 wystąpił w niej po raz pierwszy, w meczu z Apollonem Kalamaria (1:2). W Grecji grał do połowy 2009 roku.
Kolejnym klubem w karierze Zueli został rosyjski Kubań Krasnodar. Swój debiut w nim zaliczył 1 sierpnia 2009 w przegranym 0:4 meczu ze Spartakiem Moskwa. Jesienią 2009 roku spadł z Kubaniem do pierwszej ligi Rosji. W 2010 roku został wypożyczony do Ałaniji Władykaukaz, a następnie latem do PAOK-u Saloniki. W 2011 roku wrócił do Kubania. Następnie grał w greckim Atromitosie, cypryjskim APOEL-u, greckim Apollonie Smyrnis, angolskim Kabuscorp oraz w portugalskim CD Trofense.
| Sezon   | Klub                | Kraj       | Rozgrywki                 | Mecze | Bramki |
| ------- | ------------------- | ---------- | ------------------------- | ----- | ------ |
| 2002/03 | Sertanense FC       | Portugalia | III. liga                 | 27    | 3      |
| 2003/04 | Académica Coimbra   | Portugalia | Primeira Liga             | 1     | 0      |
| 2004/05 | CD Santa Clara      | Portugalia | Liga de Honra             | 29    | 1      |
| 2005/06 | APO Akratitos       | Grecja     | Super League              | 14    | 0      |
| 2005/06 | Skoda Ksanti        | Grecja     | Super League              | 12    | 1      |
| 2006/07 | Skoda Ksanti        | Grecja     | Super League              | 25    | 0      |
| 2007/08 | Skoda Ksanti        | Grecja     | Super League              | 27    | 1      |
| 2008/09 | Skoda Ksanti        | Grecja     | Super League              | 23    | 1      |
| 2009    | Kubań Krasnodar     | Rosja      | Priemjer-Liga             | 10    | 0      |
| 2010    | Ałanija Władykaukaz | Rosja      | Pierwyj diwizion          | 6     | 0      |
| 2010/11 | PAOK FC             | Grecja     | Super League              | 7     | 0      |
| 2011    | Kubań Krasnodar     | Rosja      | Priemjer-Liga             | 1     | 0      |
| 2011/12 | PAE Atromitos       | Grecja     | Super League              | 21    | 0      |
| 2012/13 | APOEL FC            | Cypr       | Protathlima A’ Kategorias | 6     | 0      |
| 2013/14 | Apollon Smyrnis     | Grecja     | Super League              | 1     | 0      |
| 2014    | Kabuscorp           | Angola     | Girabola                  | ?     | ?      |
| 2014/15 | CD Trofense         | Portugalia | Segunda Liga              | 6     | 0      |

## Kariera reprezentacyjna
W reprezentacji Angoli Zuela zadebiutował w 2006 roku. W 2010 roku został powołany do kadry na Puchar Narodów Afryki 2010.